# Bogalusa
Bogalusa est une ville américaine située dans la paroisse de Washington dans l’État de la Louisiane. En 2010, sa population était de 12 232 habitants.

## Source de la traduction
- (en) Cet article est partiellement ou en totalité issu de l’article de Wikipédia en anglais intitulé « Bogalusa, Louisiana » (voir la liste des auteurs).